# Heterachthes dimidiatus
Heterachthes dimidiatus là một loài bọ cánh cứng trong họ Cerambycidae.